# 长果木棉
长果木棉（学名：Bombax insigne）为木棉科木棉属的植物。分布在印度、缅甸、越南、老挝以及中国大陆的云南等地，生长于海拔500米至1,000米的地区，多生于石灰岩山林内，目前尚未由人工引种栽培。